# Aria de las joyas
El Aria de las joyas, o Air des bijoux en francés, conocida también como «Ah, je ris de me voir si belle en ce miroir», en ocasiones traducido como "Ah, me rio de verme tan bella en este espejo", es un aria de ópera para soprano creada en 1859 que se encuentra en el Fausto de Charles Gounod. 
La canta en el tercer acto el personaje de Marguerite. El guion es de Jules Barbier y de Michel Carré.  Famosamente interpretada sobre todo por Maria Callas, se cuenta entre las más famosas arias de ópera de Gounod.
En Las Aventuras de Tintin de Hergé, es el aria fetiche de la cantatriz Bianca Castafiore. 

## Interpretación
Las joyas representan la metamorfosis, aquella de una joven insegura de su belleza, en una mujer segura de sí misma.